# Joseph Boakai
Joseph Nyumah Boakai (Worsonga, Lofa, 30 de noviembre de 1944) es un político liberiano que se desempeña como Presidente de Liberia desde enero de 2024, previamente fue Vicepresidente de Liberia bajo la administración de Ellen Johnson-Sirleaf. Ambos son miembros del Partido de la Unidad. Su carrera política comenzó como Ministro de Agricultura entre 1983 y 1985 en el gobierno de Samuel Doe.
Boakai se postuló para presidente en las elecciones generales de 2017, sin embargo, perdió las elecciones ante George Weah. Posteriormente, derrotó a Weah en una revancha en las elecciones generales de 2023.

## Primeros años
Hijo de analfabetos, estudio en la Universidad de Liberia y en la de Universidad Estatal de Kansas. Antes pasó por el College of West Africa, escuela metodista donde también estudió Sirleaf. Está casado con Kartumu Cooper y tiene cuatro hijos.

## Carrera política
Boakai pasó a trabajos en el sector público y privado. Trabajó como gerente residente (1973-1980) y director general (1980-1982) para Liberia Produce Marketing Corporation (LPMC). De 1983 a 1985, se desempeñó como Ministro de Agricultura bajo el presidente de facto Samuel Doe. Mientras era Ministro de Agricultura, Boakai presidió la Asociación de Desarrollo de Arroz de África Occidental de quince naciones. En 1992, fue director general de Liberia Petroleum Refinery Company (LPRC). Posteriormente trabajó como consultor en el Banco Mundial en Washington y también fundó una empresa dedicada al equipo y la consultoría agrícola. Se ha desempeñado como presidente de la junta de Liberia Wood Management Corporation y de Liberia Petroleum Refining Company.
Fue compañero de fórmula de Ellen Johnson-Sirleaf y candidato a vicepresidente por el Partido de la Unidad (UP) en las primeras elecciones libres tras la guerra civil, triunfando por amplio margen en segunda vuelta con el 59.41% de los votos contra el 40.59 de George Weah, del Congreso para el Cambio Democrático (CDC). A pesar de las repetidas denuncias de fraude electoral de parte de Weah, estas finalmente fueron desestimadas y retiradas. Junto con los miembros de la Cámara de Representantes y el Senado, Sirleaf y Boakai asumieron sus cargos el 16 de enero de 2006. El 31 de octubre de 2010, Sirleaf anunció que se presentaría a la reelección y confirmó a Boakai como su compañero de fórmula nuevamente. La fórmula Sirleaf-Boakai resultó ser la más votada en la primera vuelta, con el 43.93% de los sufragios, pero no pudo evitar una segunda vuelta contra la fórmula compuesta por Winston Tubman y nuevamente George Weah, del CDC. Finalmente Tubman boicoteó la segunda vuelta, citando irregularidades, y Sirleaf y Boakai fueron reelegidos con el 90.71% de las preferencias, pero de una participación inferior al 39%.
En 2017, con Sirleaf inhabilitada para un tercer mandato, Boakai anunció su intención de postularse para la presidencia de Liberia, que estaba programado para el 10 de octubre de 2017. Era considerado generalmente como un candidato seguro y no corrupto. Recibió el respaldo de Sirleaf y la mayoría de las encuestas le daban mayoría simple de votos en primera vuelta. Sin embargo, George Weah obtuvo la primera minoría con el 38.37% de los votos, casi diez puntos por encima de Boakai, que recibió el 28.76%. Se programó entonces una segunda vuelta entre ambos. Aunque Sirleaf aseguró sucesivas veces que apoyaba a su vicepresidente, hubo acusaciones dentro del propio Partido de la Unidad de que intentaba boicotear a Boakai para que Weah ganara.
Poco antes de que se realizase la segunda vuelta, Charles Brumskine, que había quedado en tercer lugar con un lejano 9.62%, denunció fraude electoral y graves irregularidades, intercediendo una demanda a la Corte Suprema. La segunda vuelta se pospuso por más de un mes, mientras que la demanda pasaba por la Corte Suprema. Boakai apoyó las denuncias y reclamó que la elección se realizara de nuevo. Finalmente, la demanda fue desestimada por el Poder Judicial y los resultados de la primera vuelta (que habría tenido que volver a realizarse de invalidarse el escrutinio) fueron reconocidos como válidos. El desempate presidencial se realizó el 26 de diciembre, con una participación algo más baja que en la primera vuelta, y Boakai obtuvo el 38.46% contra el 61.54% de Weah. A pesar de la derrota, Boakai realizó una gira por su condado de origen en Lofa, y felicitó a Weah por su victoria.